# Andrzej Cisowski

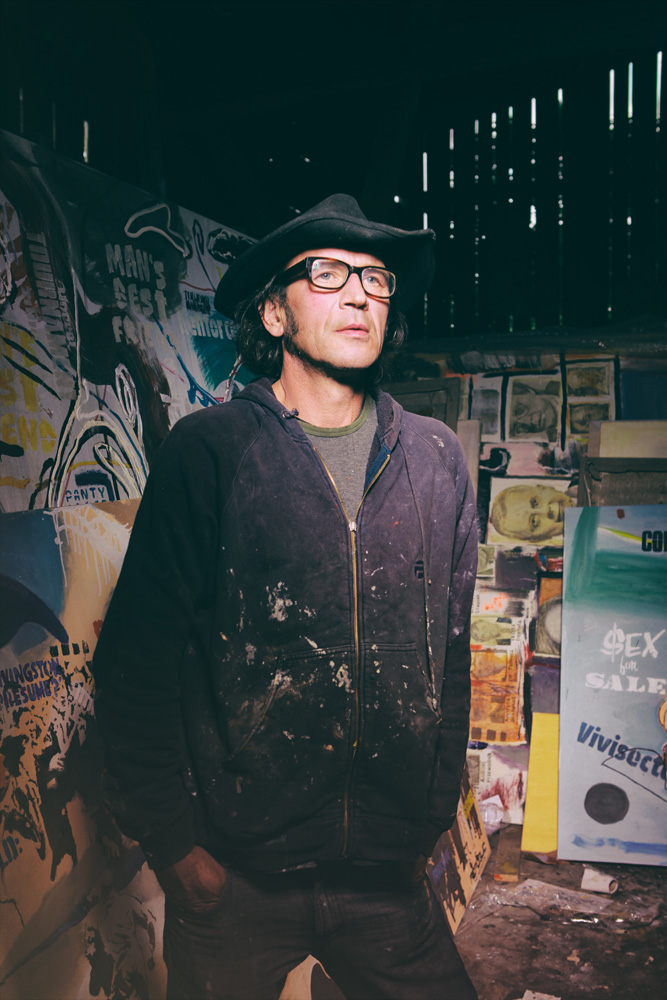
Andrzej Cisowski, 2014

Andrzej Cisowski (* 1. März 1962 in Białystok; † 27. Juli oder 28. Juli 2020 in Targowo) war ein polnischer Maler, Grafiker und multimedialer Künstler.

## Leben
Seine Kindheit und Jugend verbrachte er in Masuren. Danach studierte er an der Akademie der Bildenden Künste Warschau (Akademia Sztuk Pięknych) bei Rajmund Ziemski. 1987 absolvierte er die Warschauer Kunstakademie und setzte seine Ausbildung an der Kunstakademie Düsseldorf bei Konrad Klapheck und A. R. Penck fort. 1990 wurde er Meisterschüler in der Meisterklasse von Penck.
Zwei Mal wurden ihm Stipendien vom Kulturminister Polens (Ministerium für Kultur und nationales Erbe) verliehen. 2005 bekam er einen Preis von der polnischen Kunstzeitschrift EXIT für langjährige kreative Präsenz in verschiedenen Schöpfungsbereichen. Bei der 39. Biennale der Malerei Bielska Jesień 2009 errang er den 2. Preis.
Cisowski lebte in Targowo (deutsch: Theerwisch, Kreis Ortelsburg), Warschau und Düsseldorf. Cisowski starb überraschend in seinem Haus in der Nacht vom 27. auf den 28. Juli 2020, er hinterließ keine Kinder.

## Werk
Am Anfang der künstlerischen Karriere war eine Faszination mit der Bewegung der Neuen Wilden in Deutschland.
In den früheren 1990er-Jahren schaffte er gemeinsam mit dem japanischen Künstler Yoshitomo Nara auch mit A. R. Penck. Die Ausstellungen und sein Aufenthalt in New York Anfang der 1990er Jahre war für ihn Anlass die amerikanische Kunst tiefer zu erforschen, dieses hat seinen künstlerischen Weg geprägt. In diesen Zeiten hat er seinen individuellen Stil an der Grenze der figurativen Malerei und der neuen Expression erfunden. Seine Werke aus diesen Zeiten sind Epigramme voll vom grotesken Humor. Dort erscheinen Comicfiguren, Medienhelden von berühmten Zeichentrickfilmen und Werbung, in einer Umgebung von Gegenständen und Stichwörter der Stadtkultur. In diesem neupopigen Zeitalter entstehen „Obrasy“ (ein Wortspiel: Bilder auf Tischdecken, Ausstellung im 2004, Warschau – Nationalgalerie Kordegarda) – auf industriell bunt gedruckten Tischdecken setzt der Künstler seine Figuren und schafft dabei eine Art der Formrecycling.
In den Folgejahren entstanden monochromatische Bilder, oft basierten die Bilder auf alten Fotos.

## Die wichtigsten Ausstellungen
Individuelle Ausstellungen (Auswahl):
- 1984 – Galerie Zderzak, Krakau
- 1990 – Galerie Walther, Düsseldorf
- 1992 – Galerie d’Eendt, Amsterdam
- 1994 – Galerie Cavin-Morris Gallery, New York
- 1995 – Mały Salon, Zachęta Nationale Kunstgalerie, Warschau
- 1998 – Galerie Ost-West, Basel
- 2004 – Oberschlesisches Museum Hösel, Düsseldorf
- 2004 – Galerie Kordegarda, Warschau
- 2008 – Galerie Lokal 30, Warschau
- 2009 – Galerie der Ort, Berlin

Sammelausstellungen (Auswahl):
- 1987 – XIX Festival Internacional de la Peinture, Cagnes-sur-Mer
- 1992 – Label the West, Galerie Naf, Nagoya
- 1992 – Ideo-Syncratics, Cavin-Morris Gallery, New York
- 1994 – KunstRAI, Galeria d’Eendt, Amsterdam
- 1996 – Erkundung, Bunkier Sztuki, Krakau
- 2013 – Polish Art Now, Saatchi Gallery, London

## Kunstsammlungen
Die Werke von Andrzej Cisowski findet man in der Kunstsammlungen Zachęta Sztuki in Olsztyn und
Bielsko-Biała Abteilung sowie in den Privatsammlungen in Deutschland, Polen, Holland, USA und Japan.